# Koor van de Sixtijnse kapel
Het koor van de Sixtijnse Kapel (Italiaans: Cappella musicale pontificia sistina, Latijn: Capella Musica Pontificia Sixtina) in het Vaticaan is een van de oudste religieuze knapenkoren ter wereld.

## Geschiedenis
De eerste melding van een kerkkoor in Rome stamt uit de vierde eeuw, wanneer er melding gemaakt wordt van een schola cantorum. Het betrof hierbij niet zozeer een school, maar een aanduiding van een groep personen met een gelijke roeping of beroep. Daardoor werd de schola cantorum meer gezien als een gilde. De zangers woonden bij elkaar in een voor hun speciaal opgericht gebouw.
Paus Gregorius I (590-604) verbond het koor aan de Sint-Jan van Lateranen en bepaalde dat het lidmaatschap van het koor was weggelegd voor monniken, wereldlijke geestelijken en jongens. Tevens werd een tweede schola opgericht, ditmaal verbonden aan de Sint-Pietersbasiliek, die wel gezien werd als opleidingsinstituut.

## Rome - Avignon - Rome
Tijdens de Babylonische ballingschap der pausen in Avignon (1305-1377) werd de schola cantorum niet overgebracht naar Frankrijk, maar werd het behoud ervan in Rome gegarandeerd door de schenking van eigendommen en andere bronnen van inkomsten. Paus Clemens V (1305-1314) richtte in Avignon een nieuw koor op, dat voornamelijk uit Franse zangers bestond.
Toen paus Gregorius XI (1370-1378) naar Rome terugkeerde, nam hij de Franse zangers met zich mee en nam ze op in de nog steeds (in naam) bestaande schola cantorum. In tegenstelling tot de situatie van voor de ballingschap in Avignon reisde het koor niet meer mee met de paus, maar nam het deel aan alle pauselijke diensten die gevierd werden in de pauselijke kerk of kapel. Het koor kwam onder leiding te staan van een magister capellae, meer een eretitel dan een verwijzing naar zijn muzikale kwaliteiten. Deze functie werd bekleed door een bisschop of prelaat.

## Renaissance
Met de bouw van de Sixtijnse Kapel onder paus Sixtus IV (1471-1484) werd de Schola Cantorum uiteindelijk omgedoopt tot Capella Sistina, het koor van de Sixtijnse kapel. Door een pauselijke bul in november 1483 werd het aantal koorleden vastgesteld op 24. Na 1441 was er niet langer sprake geweest van de aanwezigheid van jongens in het koor, waardoor de hoge stemmen gezongen werden door tenoren of castraten. Het lidmaatschap van het pauselijk koor werd een grote wens van vele (inter)nationale zangers. Een van de grootsten onder hen was Josquin Des Prez, die van 1489 tot minstens begin 1495 lid van de Capella Sistina is geweest. Tijdens restauratiewerkzaamheden aan de Sixtijnse kapel dook in 1997 op de zangerstribune een grafito op met de naam 'Josqun'.
De idee om opnieuw een opleidingsinstituut voor het pauselijk koor op te richten resulteerde in de oprichting van de Capella Julia in 1512. Dit koor verzorgt tot op vandaag de koordiensten in de Sint-Pietersbasiliek. Hoewel het koor bedoeld was als opstap voor toelating aan het Sixtijnse koor, werd door het gebrek aan werkelijk bekende koorleiders de beoogde hoge, artistieke kwaliteit zelden bereikt.
Onder paus Leo X (1513-1521), die zelf een musicus was, werd een belangrijke stap genomen: de koorleider, ongeacht zijn kerkelijke rang, diende muzikaal onderlegd te zijn. In 1545 werd tevens bepaald dat koorleden uit alle gelederen van de samenleving mochten komen, mits ze voldeden aan de toelatingseisen.

## Moderne tijd
Ondanks de vele veranderingen heeft het koor zich altijd de norm gesteld de hoogste kwaliteit na te streven op het gebied van het uitvoeren van liturgische muziek. Ook na de overgang van de Gregoriaanse muziek naar de meerstemmige muziek heeft het koor daaraan zijn eigen interpretatie gegeven, waarbij het gebruik van muziekinstrumenten achterwege bleef.
Met de troonsbestijging van paus Pius X (1903-1914), die gezien wordt als de meest muzikale paus sinds Gregorius de Grote, vond er een grote verandering plaats in de kwaliteit van muziekuitvoering in het Vaticaan. Dit kwam vooral tot stand door Don Lorenzo Perosi, een vriend van de paus en een bekend Italiaans componist/dirigent. Een van de eerste bepalingen was, dat de hoge stemmen voortaan weer door jongens moesten worden gezongen, waardoor de castraten werden vervangen. Een van de redenen daartoe was, dat paus Pius X een fel tegenstander was van castratie. Alleen “volledige mannen” werden toegelaten als koorlid of priester.
Het repertoire van het koor bestond voornamelijk uit composities van Don Perosi en het is onder meer hierdoor dat de periode 1898-1914 wel wordt aangeduid als de Gouden Periode van het koor van de Sixtijnse kapel. Door chronische, geestelijke problemen was Perosi echter na 1914 niet langer in staat het koor permanent te leiden, waardoor de kwaliteit van het koor niet gehandhaafd kon worden. 

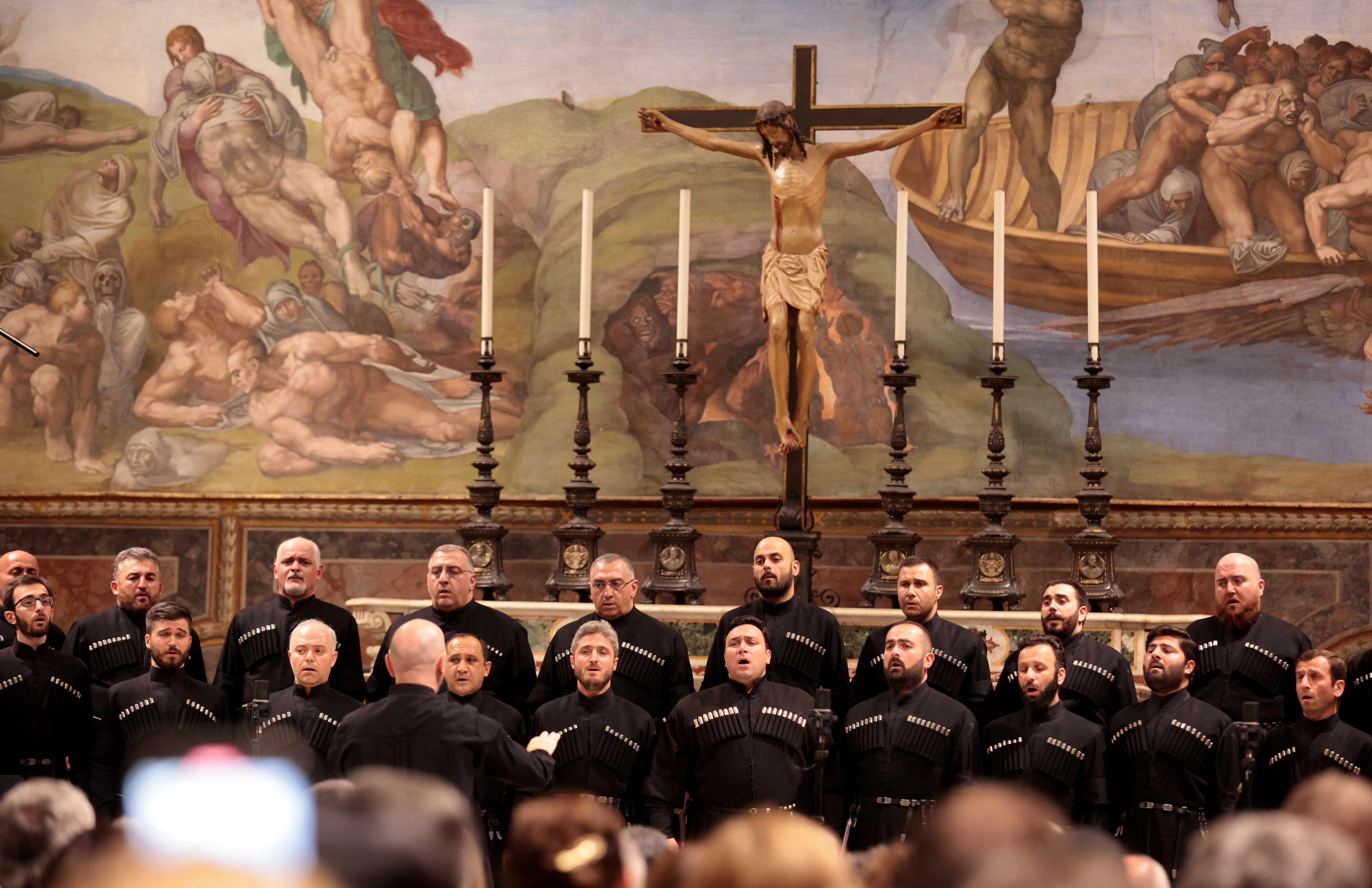
Koor van de Sixtijnse Kapel

De dood van Perosi en de drastische veranderingen met betrekking tot de viering van de liturgie die voortkwamen uit het Tweede Vaticaans Concilie liet ook de muziek niet onberoerd. Onder leiding van de componist en latere kardinaal Domenico Bartolucci, dirigent van het koor van 1956 tot 1997, beleefde de Capella muzikaal een nieuwe bloeiperiode.
De huidige dirigent van het koor van de Sixtijnse kapel is Marcos Pavan.